# رونالد ك. إل. كولينز
رونالد ك. إل. كولينز (بالإنجليزية: Ronald K. L. Collins)‏ هو محامي أمريكي، ولد في 1949 في سانتا مونيكا في الولايات المتحدة.